# Gary Eriksson
Gary Nils Roland Eriksson, folkbokförd Cary, född 21 september 1947 i Skellefteå landsförsamling, är en svensk tidigare ishockeydomare. Han tilldelades SICO:s guldpipa 1982, 1983 och 1986.